# Carl Friedrich Weitzmann
Carl Friedrich Weitzmann, född 10 augusti 1808 i Berlin, död där 7 november 1880, var en tysk musiker.
Weitzmann, som var lärjunge till bland andra Ludwig Spohr och Moritz Hauptmann, blev körledare i Riga och Reval, sedermera (1836) violinist i hovkapellet och kyrkomusikdirektor i Sankt Petersburg. Han studerade 1846 i London och Paris samt bosatte sig 1847 i Berlin och arbetade där som lärare och skriftställare. Weitzmann blev mindre berömd för sina kompositioner (operor, sånger, gåtkanon, preludier och andra pianostycken) än för sina skrifter.